# Hoko
Hoko je společný název několika rodů z čeledi hokovití (Cracidae). Hokové obývají tropické oblasti Jižní Ameriky, pouze hoko proměnlivý svým areálem výskytu zasahuje i do Střední Ameriky.

## Systematika

### Seznam druhů
Jméno hoko v češtině nesou následující druhy:
| Obrázek | Rod       | Recentní zástupci |
| ------- | --------- | --- |
|         | Nothocrax | - hoko noční, Nothocrax urumutum |
|         | Mitu      | - hoko pruhoocasý, Mitu tomentosum - hoko mitu, Mitu mitu (od konce 80. let 20. století je vyhynulý v přírodě) - hoko Salvinův, Mitu salvini - hoko amazonský, Mitu tuberosum                                                                   |
|         | Pauxi     | - hoko přílbový, Pauxi pauxi - hoko bolivijský, Pauxi unicornis - hoko peruánský, Pauxi koepckeae |
|         | Crax      | - hoko proměnlivý, Crax rubra - hoko modrozobý, Crax alberti - hoko žlutolaločnatý, Crax daubentoni - hoko korunkatý, Crax globulosa - hoko červenolaločnatý Crax blumenbachii - hoko žlutozobý, Crax fasciolata - hoko pospolitý, Crax alector |